# Hòa Phong, Tây Hòa
Hòa Phong là một xã thuộc huyện Tây Hòa, tỉnh Phú Yên, Việt Nam.
Xã Hòa Phong có diện tích 13,89 km², dân số năm 1999 là 11249 người, mật độ dân số đạt 810 người/km².
Xã Hòa Phong gồm 8 thôn :
- Thôn Mỹ Thạnh Trung 1
- Thôn Mỹ Thạnh Trung 2
- Thôn Mỹ Thạnh Tây
- Thôn Mỹ Thạnh Nam
- Thôn Mỹ Thạnh Đông 1
- Thôn Mỹ Thạnh Đông 2
- Thôn Phước Thành Nam
- Thôn Phước Thành Đông